# 蕭澤江
蕭澤江（1967年10月—；聖名：保祿）是天主教中國籍土家族主教。現任貴州貴陽總教區主教，中方稱為貴州教區主教。

## 生平
蕭澤江出生於1967年10月，在中國貴州省思南縣。1989年，進入佘山修院。1994年畢業及由上海教區主教金魯賢晉鐸。晉鐸後，曾在貴州省石阡、貴陽和安順等堂區服務。
2006年10月25日，貴州省神職人員及修女教友代表在中國政府控制的中國天主教愛國會推動下，在聖若瑟主教座堂選出蕭澤江為貴州教區助理主教，後獲得時任教宗本篤十六世認可為貴陽總教區助理主教。他是教宗本篤十六世向中國教會發出牧函後首位祝聖的主教。2007年9月8日，在聖若瑟主教座堂由王充一主教主禮晉牧。
蕭主教任內曾分別襄禮晉牧在2010年廈門教區主教蔡炳瑞和2012年順慶教區主教陳功鰲。
2014年9月8日，蕭澤江主教接替榮休的王充一主教，就任為貴陽總教區正權主教。